# Bonapartové

Erb Bonapartů zavedený císařem Napoleonem I.

Původní erb rodu Bonapartů

Bonapartové (či Buonapartové) je rod, který se objevuje již v oblasti Florencie, kde byl papež Klement VII. přítelem Jacopa Buonaparta. Rodina se odděluje na větev ze San Miniato a ze Sarzana, která od roku 1529 prokazatelně žila v Ajacciu na Korsice a od roku 1567 tam měla také své sídlo. Po korunovaci Napoleona I. v roce 1804 na císaře, se stala francouzskou císařskou rodinou. S Napoléonovými vítězstvími zaujímali i členové jeho rodiny významná místa jako vládci jednotlivých zemí, které podlehly jeho Grande Armée.

## Korunované hlavy rodu Bonapartů

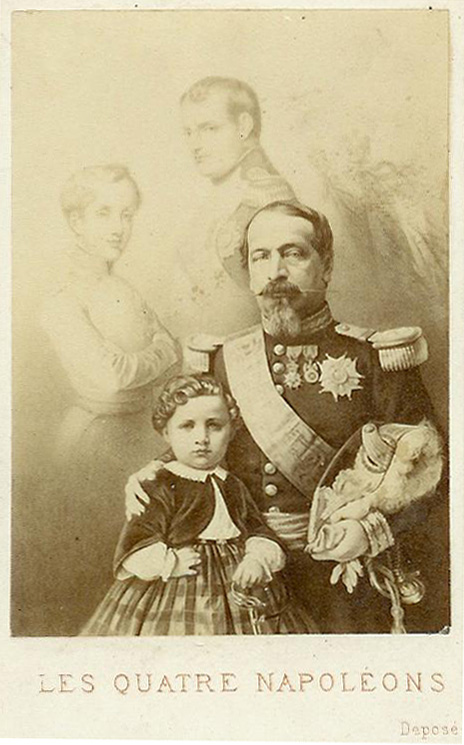
„Čtyři Napoleonové“ – koláž pocházející přibližně z roku 1858

### Francouzští císařové
- Napoleon I. (1804–1814,1815), také italský král (1805–1814)
- Napoleon II. (1815), nikdy skutečně nepanoval
- Napoleon III. (1852–1870)

### Holandští králové
- Ludvík I. (1806–1810), také vévoda z Bergu a Clev (1809–1813)
- Ludvík II. (1810)

### Neapolští králové
- Joseph I. (1806–1808), také španělský král (1808–1813)
- Karolína (1808–1815) s manželem Joachimem Muratem

### Vestfálský král
- Jérôme I. (1807–1813)

### Španělský král
- Josef I. (1808–1813)

### Toskánská velkovévodkyně
- Elisa Bonaparte (1809–1814)

## Členové rodu
Karel Buonaparte ∞ 1764 Laetitia Ramolino
- Josef Bonaparte (7. únor 1768 – 28. červenec 1844)
- Napoleon Bonaparte (15. srpen 1769 – 5. květen 1821)
- Lucien Bonaparte (21. březen 1775 – 29. červen 1840)
- Marie Anna Toskánská (3. leden 1777 – 6. srpen 1820)
- Ludvík Bonaparte (2. září 1778 – 25. červenec 1846)
- Paulina Bonaparte (20. říjen 1780 – 9. červen 1825)
- Karolína Bonaparte (25. květen 1782 – 18. květen 1839)
- Jérôme Bonaparte (15. listopad 1784 – 24. červen 1860)

### Josef Bonaparte
1806 – 1808 neapolský král

1808 – 1813 španělský král

∞ 1. srpna 1794 se oženil s Julií Claryovou, sestrou Napoleonovy lásky Désirée:
1. Zenaida Karla Julie Bonaparte (8. červenec 1801 – 8. srpen 1854) ∞ 1822 Karel Lucien Bonaparte
2. Karla Bonaparte (31. říjen 1802 – 3. březen 1839) ∞ 1825 Napoleon Ludvík Bonaparte

### Napoleon Bonaparte
1799 – 1804 první konzul

1804 – 1814, 1815 francouzský císař 

∞ 1796 Joséphine

∞ 1810 Marie Luisa Habsbursko-Lotrinská:
1. Napoleon František Bonaparte (20. březen 1811 – 22. červenec 1832) – 1811 římský král

### Lucien Bonaparte
1803 – 1816 člen Francouzské akademie

∞ 1794 Kristýna Boyerová

∞ 1803 vdova Alexandra de Bleschamp, zvaná Madame Jouberton:
1. Karel Lucien Bonaparte (24. květen 1803 – 29. červenec 1857), Ornitolog ∞ 1822 Zenaida Karla Julie Bonaparte
  - Josef Bonaparte (31. leden 1824 – 2. září 1865)
  - Lucien Bonaparte (15. listopad 1828 – 19. listopad 1895) – 1868 Kardinál
  - Julie Bonaparte (6. červen 1830 – 28. říjen 1900)
  - Šarlota Bonaparte (* 4. březen 1832 – 10. září 1901)
  - Marie Bonaparte (18. březen 1835 – 28. srpen 1890)
  - Augusta Bonaparte (9. listopad 1836 – 29. březen 1900)
  - Napoleon Karel (5. únor 1839 – 12. únor 1899)
  - Matylda II. Bonaparte (26. listopad 1840 – 4. červen 1861)
2. Letitia Bonaparte (1. prosinec 1804 – 15. březen 1871)
3. Jana Bonaparte (* 22. červenec 1807 – 1828)
4. Pavell Maria Bonaparte (3. listopad 1808 – 5. prosinec 1827)
5. Ludvík Lucien Bonaparte (4. leden 1813 – 3. listopad 1891)
6. Petr Napoleon Bonaparte (11. říjen 1815 – 7. duben 1881)
  - Roland Bonaparte (19. květen 1858 – 14. duben 1924)
    - Marie Bonaparte (2. červenec 1882 – 21. září 1962), Psychoanalitička ∞ 1907 Jiří Řecký
      - Petr Řecký (1908–1980)
      - Evženie Řecká (1910–1989)
7. Antonín Bonaparte (31. říjen 1816 – 28. březen 1877) – 1848 člen Národního shromáždění
8. Alexandra Marie Bonaparte (12. říjen 1818 – 20. srpen 1874)
9. Konstancie Bonaparte (30. leden 1823 – 5. září 1876) – abatyše v Římě

### Marie Anna Toskánská
180 – 1814 toskánská velkovévodkyně

∞ 1797 Félix Baciocchi
1. Eliška Napoléone Baciocchi ∞ hrabě Filip Camerata-Passionei di Mazzolini

### Ludvík Bonaparte
1806 – 1810 holandský král

∞ 1802 Hortensie de Beauharnais
1. Napoleon Karel Bonaparte (10. říjen 1802 – 5. březen 1807)
2. Napoleon Ludvík Bonaparte (11. říjen 1804 – 17. březen 1831) – 1809 klévsko-bergský velkovévoda, ∞ 1825 Karla Bonaparte
3. Karel Ludvík Napoleon Bonaparte (Napoleon III.) (20. duben 1808 – 9. leden 1873), 1852–1870 francouzský císař
  - Napoleon Evžen Ludvík Bonaparte (16. březen 1856 – 1. červen 1879), 1874 Napoleon IV.

### Karolína Bonaparte
1808 – 1815 neapolská královna

∞ 1800 Joachim Murat, 1808 neapolský král
1. Karel Napoleon Achille Murat (21. leden 1801 – 12. duben 1847)
2. Napoleon Lucien Karel Murat (16. květen 1803 – 10. duben 1878) – podporoval Napoleona III.

### Jérôme Bonaparte
1807 – 1813 vestfálský král

∞ 1803 Alžběta Pattersonová (1785–1879) – sňatek anulován francouzským císařem Napoleonem I.
1. Jeroným Napoleon Bonaparte-Patterson (7. červenec 1805 – 1. červen 1870)
  - Jeroným II. Napoleon Bonaparte-Patterson (5. listopad 1830 – 4. září 1893)
  - Karel Josef Bonaparte (9. červen 1851 – 28. červen 1921), 1905–1906 americký ministr armády, 1906–1909 ministr spravedlnosti, roku 1908 založil Bureau of Investigation, pozdější FBI

∞ 1807 Kateřina Württemberská (1783–1835), dcera krále Fridricha I. Württemberského
1. Jeroným Napoleon Karel Bonaparte (24. srpen 1814 – 12. květen 1847) – princ z Montfortu, plukovník württemberské armádě
2. Matylda Leticie Vilemína Bonaparte (27. květen 1820 – 2. leden 1904) – 1. ∞ Anatol Demidoff di San Donato (1813–1870); 2. ∞ Klaudius Marcel Popelin (1825–1898)
3. Napoleon Josef Karel Pavel Bonaparte (9. září 1822 – 18. březen 1891), generál Plon-Plon ∞ Marie Savojská (1843–1911), dcera italského krále Viktora Emanuela II.
  - Napoleon Viktor Jeroným Bonaparte (18. červenec 1862 – 3. květen 1926) ∞ Klementina Belgická (1872–1955)
    - Napoleon Ludvík Bonaparte (1914–1997)
      - Karel
        - Jan (* 1986)

      - Jérôme

  - Ludvík Bonaparte (16. červenec 1864 – 14. říjen 1932) – ruský generál
  - Leticie Bonaparte (20. prosinec 1866 – 24. říjen 1926) ∞ Amadeus I. Španělský (1845–1890)

## Hlava rodu v minulosti a dnes
Hlavou rodu Bonapartů je vždy nejstarší mužský člen rodu. Ten je zároveň rodem a jeho příznivci (tzv. Bonapartovci) považován za následníka francouzského císařského trůnu a je titulován jako princ císařství (princ Imperial). Po smrti císaře Napoleona III. se stal hlavou rodu a následníkem trůnu jeho syn Evžen Ludvík Napoleon Bonaparte (Napoleon IV.), který však předčasně zemřel v roce 1879 a následnictví přešlo na Josefa Karla Napoleona Bonaparta (známý též jako Plon-Plon), který byl synem Jeroma Bonaparta. V této rodové linii se pak následnictví dědí až do současné doby.
- Napoleon Evžen Ludvík Bonaparte – Napoleon IV. (* 1856 – + 1879), syn Napoleona III.
- Josef Karel Napoleon Bonaparte (Plon-Plon), syn Jeroma Bonaparta, byl hlavou rodu, ale nečinil si nároky na trůn
- Viktor Napoleon Bonaparte – Napoleon V. (*1862 – + 1926)
- Ludvík Leopold Napoleon Bonaparte – Napoleon VI. (* 1914 – + 1997)
- Karel Napoleon Bonaparte – Napoleon VII. (*1950)

V současné době se v rodu Bonapartů vedou spory o následnictví mezi Karlem Napoleonem Bonapartem (*1950) a jeho synem Janem Kryštofem Napoleonem Bonapartem (*1986). Spor spočívá v tom, že Ludvík Leopold Napoleon Bonaparte (*1914 – + 1997) převedl následnictví ze svého syna
Karla (*1950) na vnuka Jana Kryštofa (*1986), s čímž se Karel a část rodu odmítá smířit.

## Portréty členů rodu Bonapartů

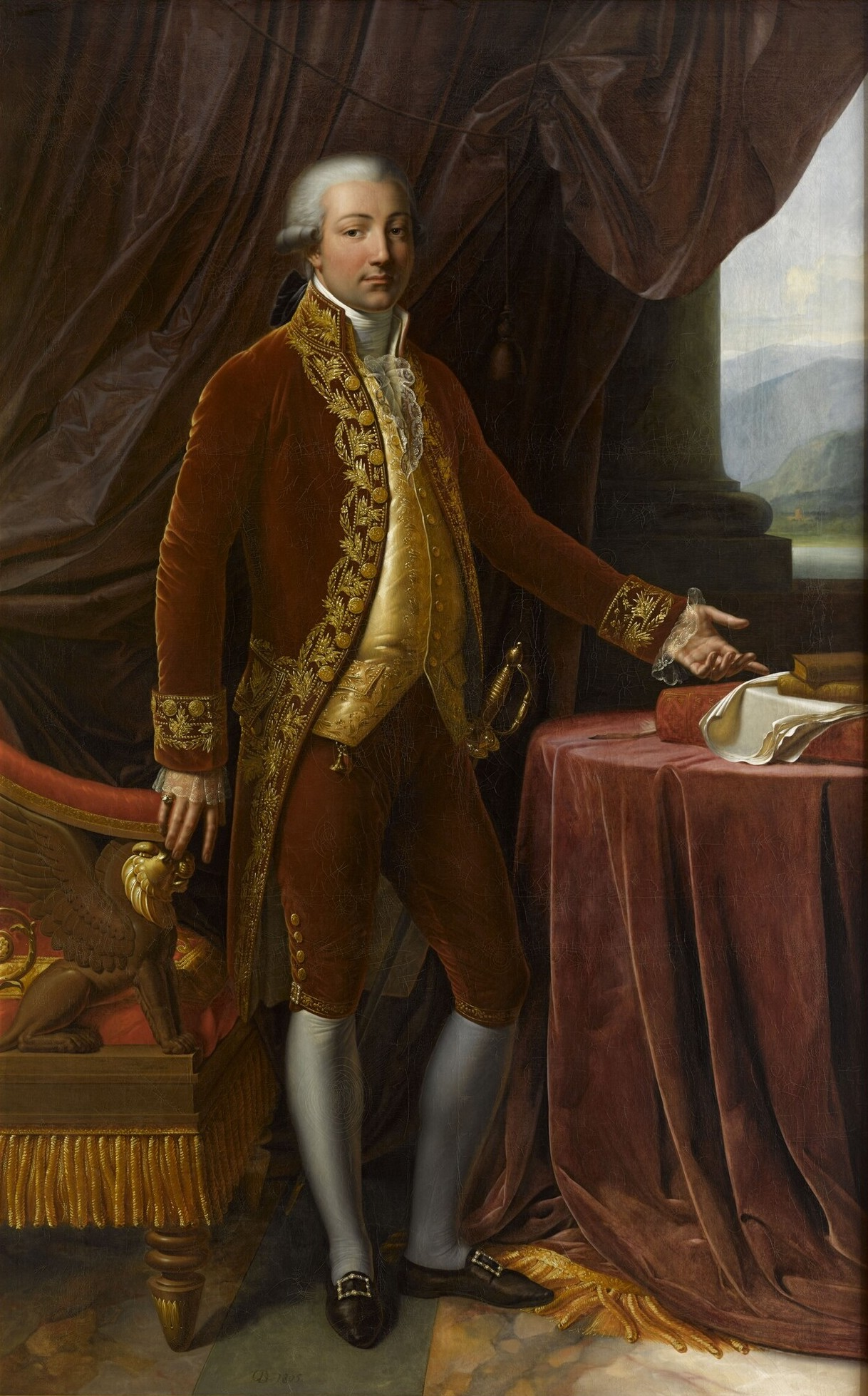
Karel Buonaparte
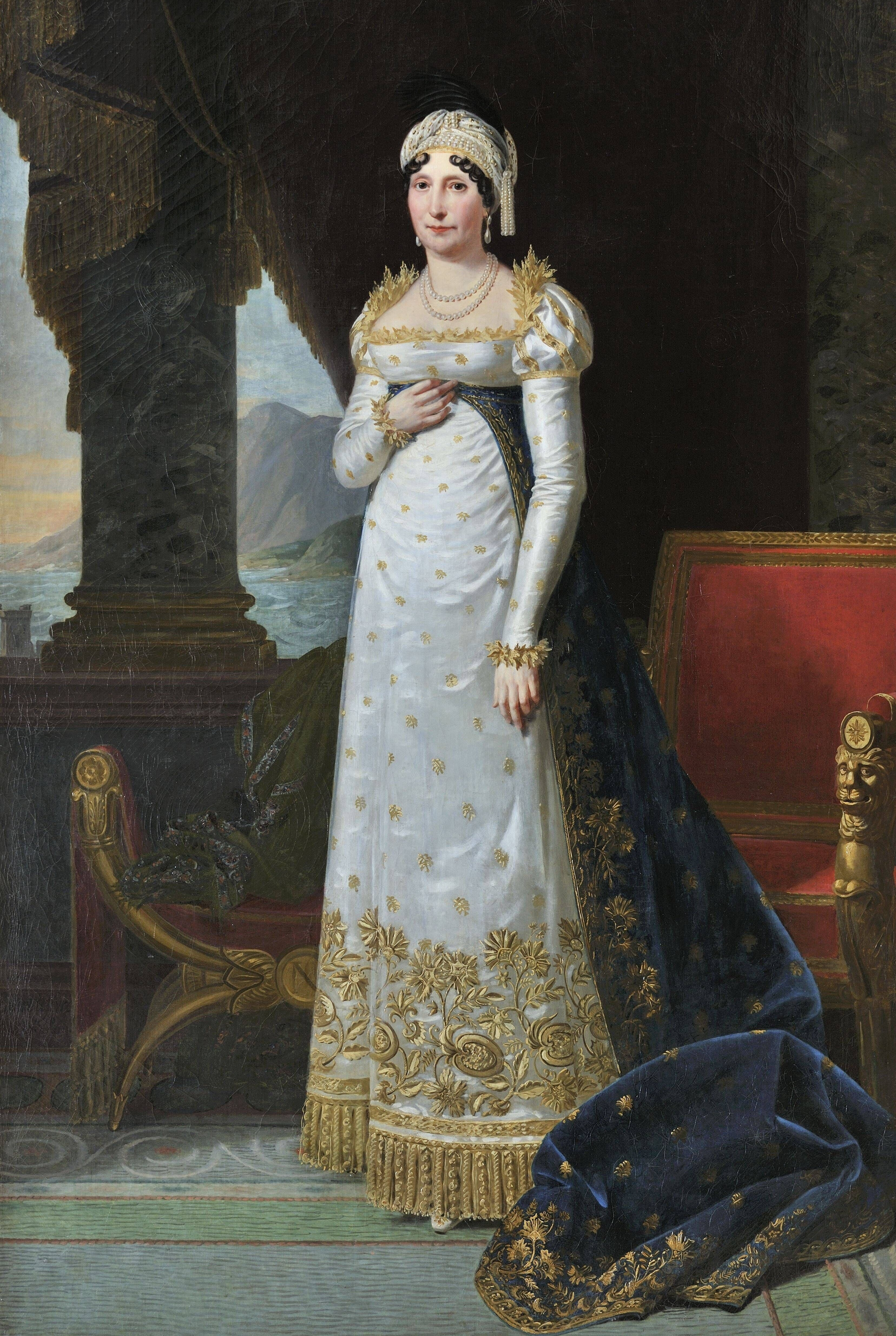
Laetitia Ramolino
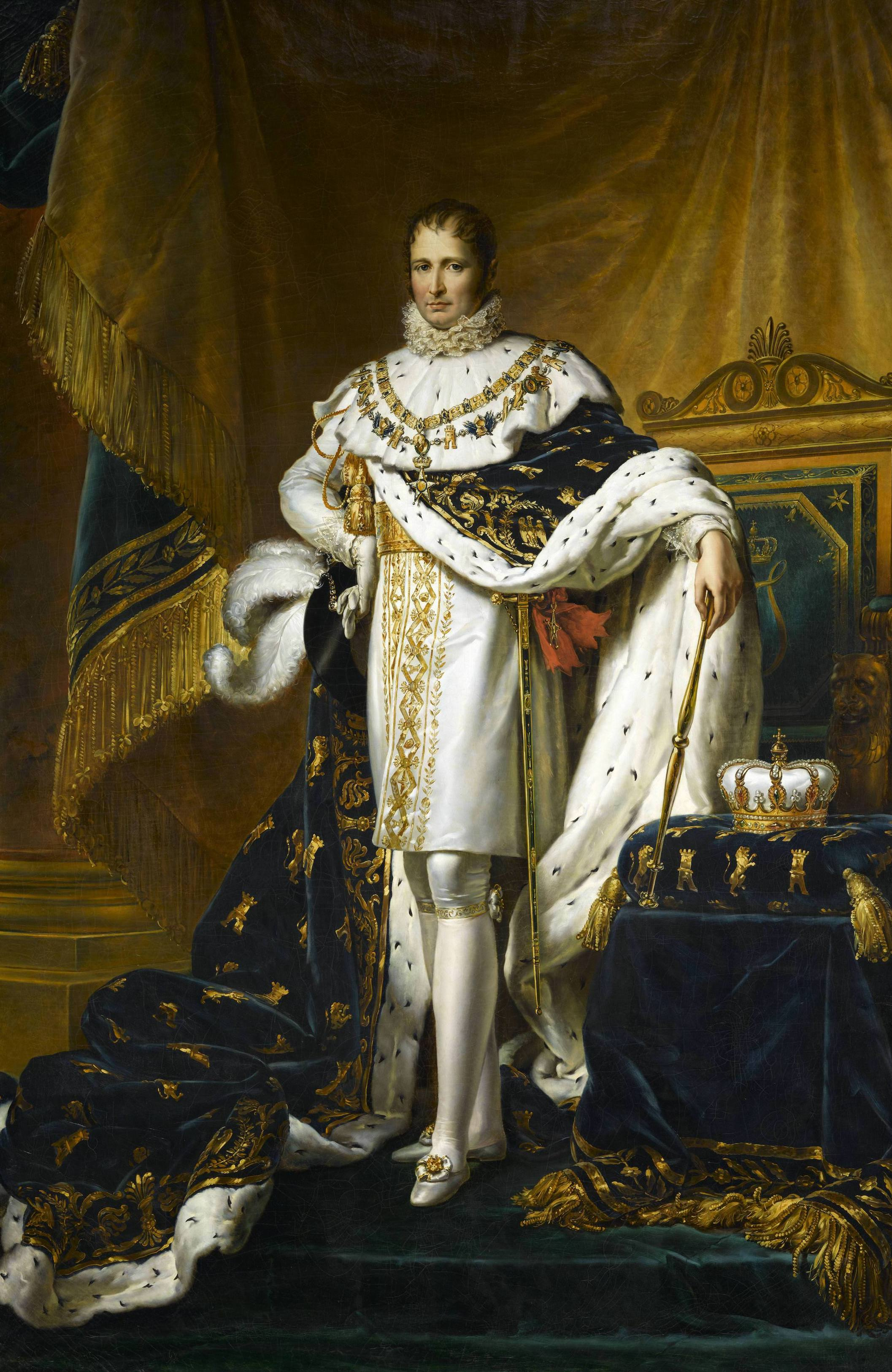
Joseph Bonaparte
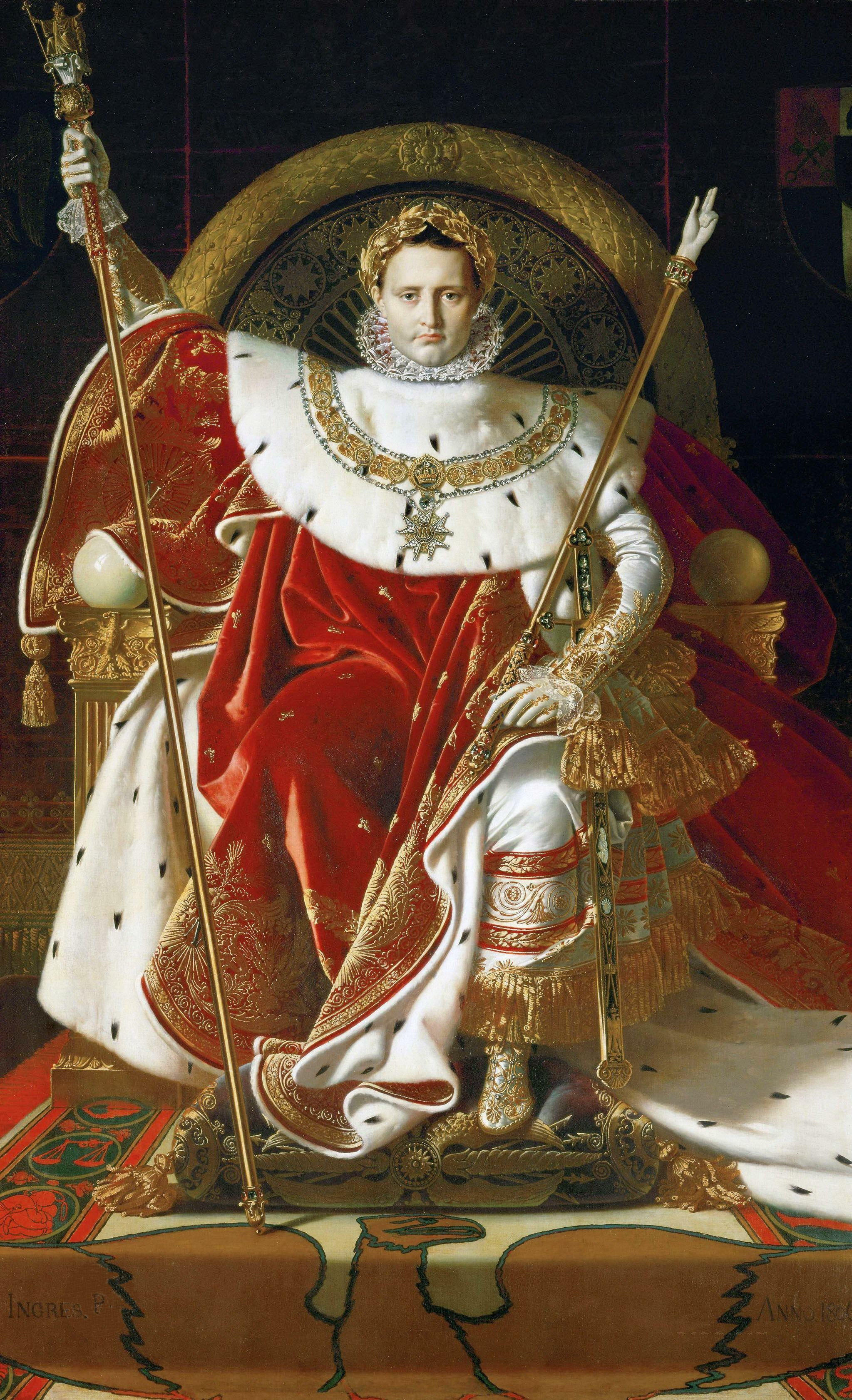
Napoleon I.
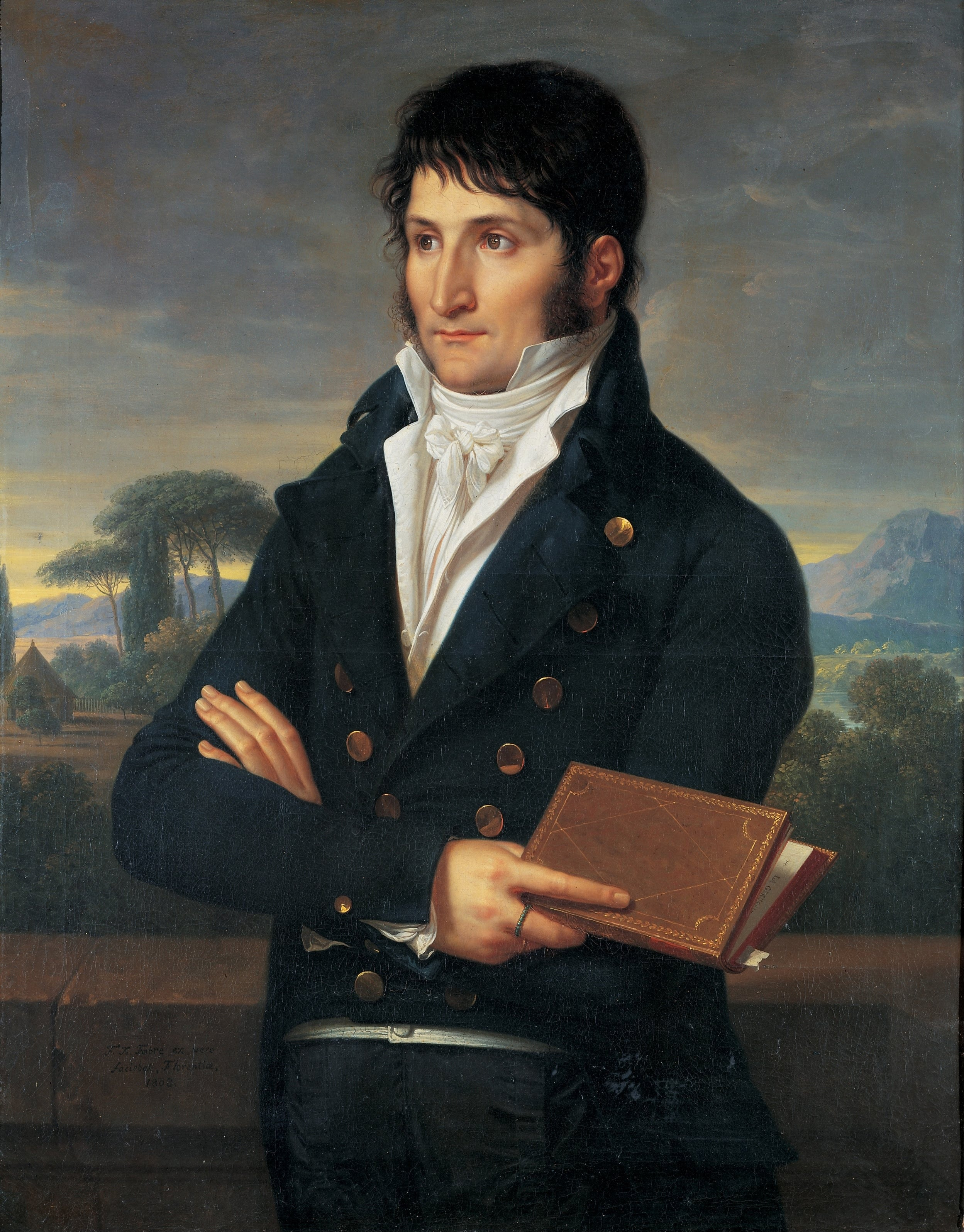
Lucien Bonaparte
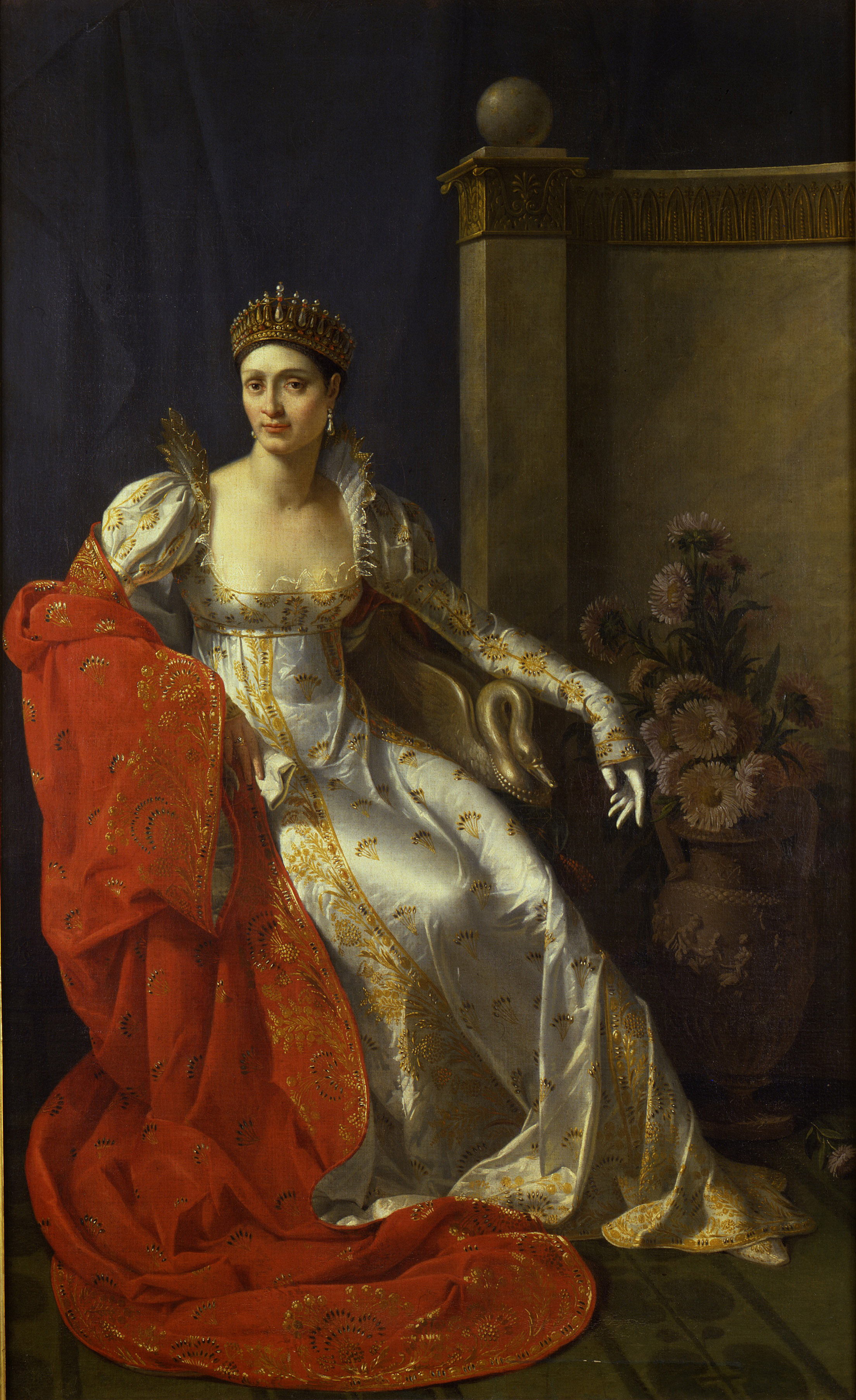
Marie Anna (Elisa)
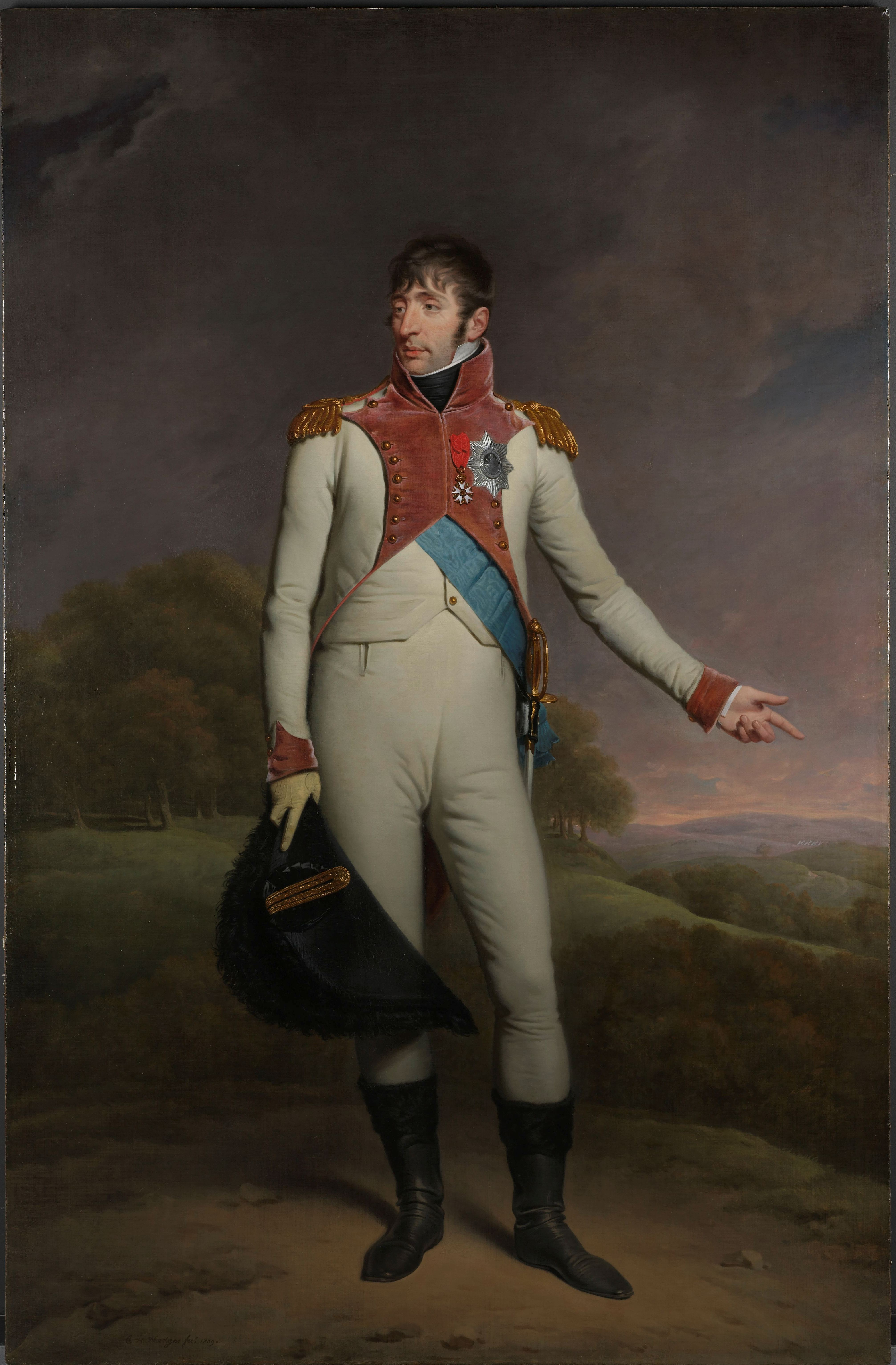
Ludvík Bonaparte
Paulina Bonaparte
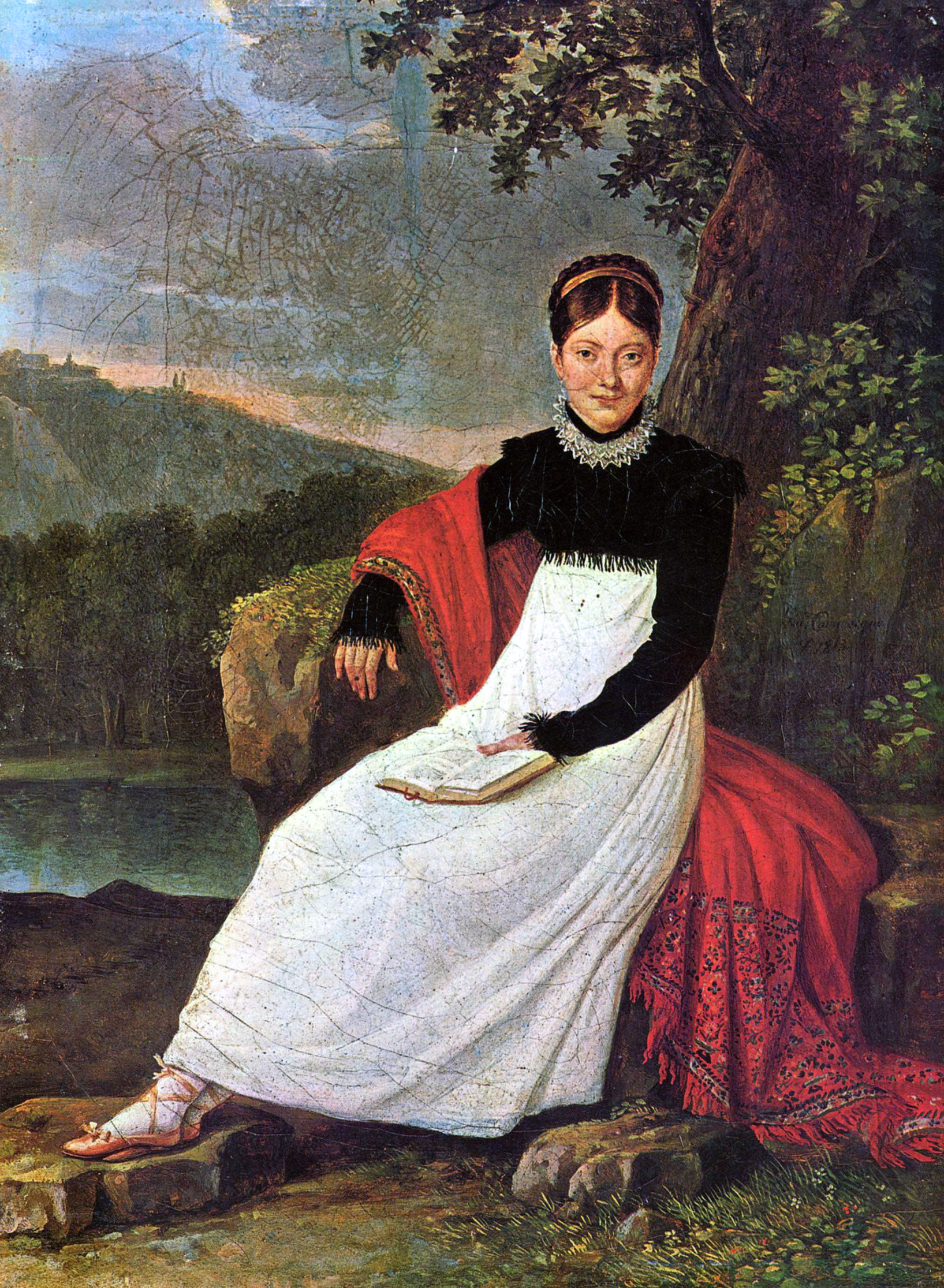
Karolína Bonaparte
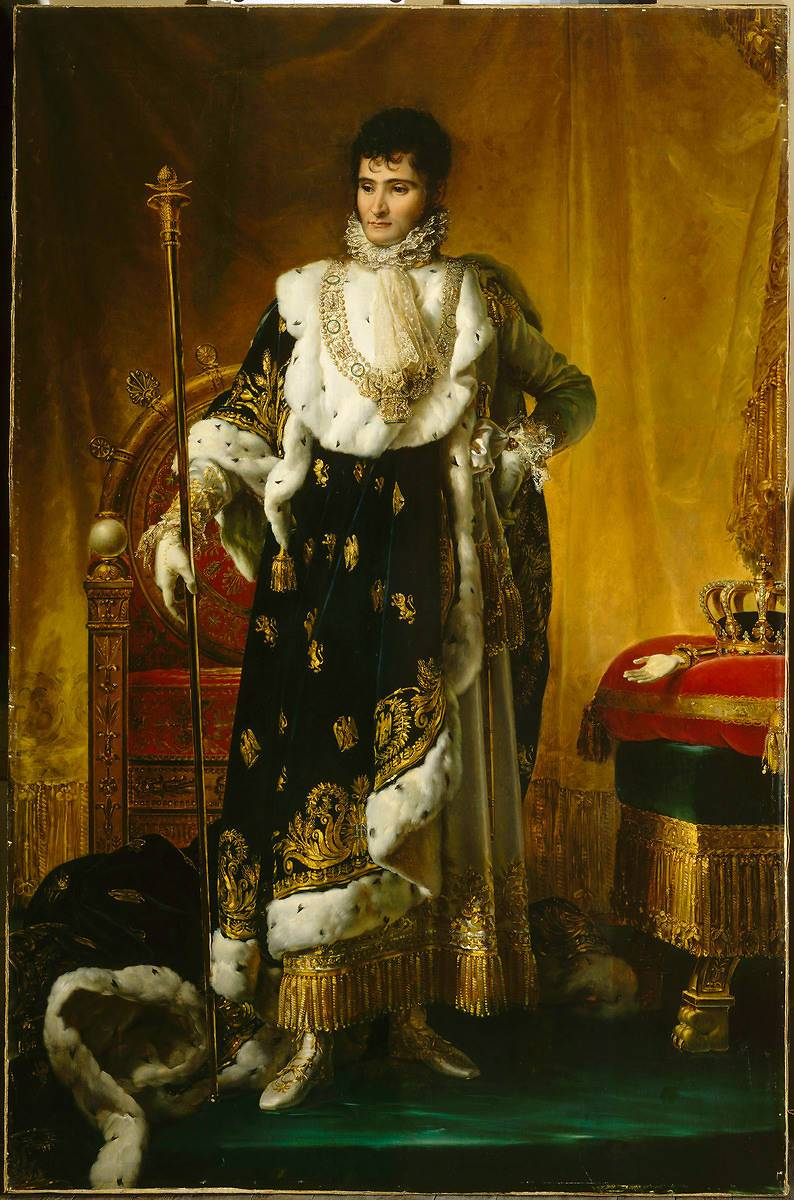
Jérôme Bonaparte